# Sarcinodes yaeyamana
Sarcinodes yaeyamana är en fjärilsart som beskrevs av Inoue 1976. Sarcinodes yaeyamana ingår i släktet Sarcinodes och familjen mätare. Inga underarter finns listade.